# カトリック教会のエクソシスム

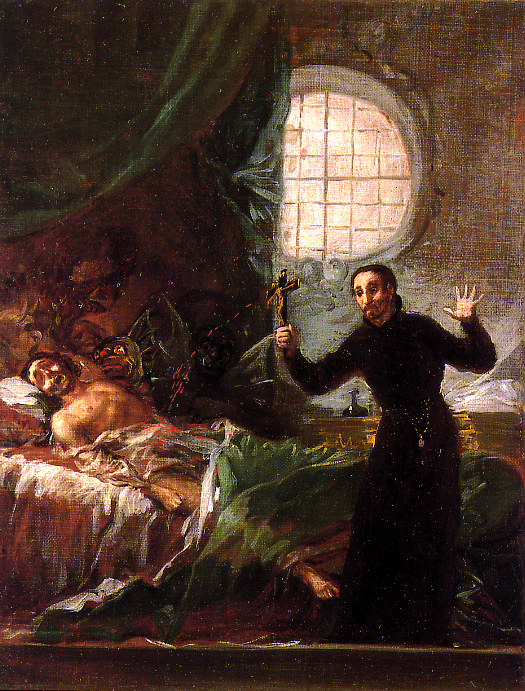
フランシスコ・ボルハ（フランシスコ・デ・ゴヤ画、1788年頃）

カトリック教会のエクソシスム（カトリックきょうかいのエクソシスム）は、カトリック教会の儀式の一つ。
このエクソシスムのギリシャ語は、七十人訳聖書の翻訳の創世記24:3「誓い」、第一列王記22:16「命令」と新約マタイ福音書26:63の「生きている神に誓って言え」からとられている。命令による追放は、エクソシスムのおもな目的とする所であり、キリスト教の用語としては、真の神、キリストの名によってなされるとき、厳密な意味でエクソシスムである。カトリック百科事典は他宗教や民族宗教などの悪魔払いを迷信的として否定している。
カトリック教会の厳密なエクソシスムは教会法に沿ってなされるもので、叙階された司祭が、司教の特別な認可を受け、医学的なケアの上、行うことができる。

## 悪魔祓いの規則
悪魔祓いの正式な規則は『ローマ典礼儀礼書』に記されている。
- どのような場合であっても、エクソシストは訪れてきた依頼者が悪魔に憑かれているのか、妄想をいだいているだけなのかを見極めなければならない。依頼者が病気、特に精神性の疾患でないかを注意深く検討しなければならない。
- 任務を引き受ける司祭は、清廉潔白な生活を送り、思慮深く、謙虚であるべき。特に重要なのは祈祷と断食。
- 悪魔祓いは、教会の規定に則って行なわなければならない。(迷信じみた儀式は避けるべき)
- 憑依された者に、祈祷、断食、告解、聖体拝領による悪魔祓いをしたいという気持ちを起こさせなくてはならない。(依頼者にその能力がある場合)
- 悪魔祓いは、礼拝堂、教会、教会内の礼拝用の小部屋で、十字架とマリア像を備え、可能であるならば少人数で行なわれるべき。家族や友人、霊的指導者などが儀式に参加することは、エクソシストが力を得るうえで重要なことである。
- 儀式は聖水の散布によってはじまり、悪魔に憑かれた者は苦しみだす。エクソシストは、その者に十字架を掲げる。悪魔の排除が1度で達成されない場合、必要であるならば儀式を何度か繰り返し行なわなければならない。
- エクソシストは、カソック、サープリス、紫色の頸垂帯を着用[2]。

### 憑依を見分ける４つの症状
- 人智を超えた力を発揮する。
- 依頼者自身の本来の声とは違う声で話す。または知らない言語で話す。
- 遠い場所での出来事など、依頼者が知り得ないあらゆる事実を知っている。
- 神聖なものに対して冒涜的な怒りを感じる[3]。